# Homofoon (woord)
Homofoon is de benaming voor twee of meer woorden, zinsdelen of hele zinnen in een taal die zijn opgebouwd uit dezelfde klanken, maar verschillende betekenissen hebben. Uit de context moet de juiste betekenis worden afgeleid. Homofonen worden niet altijd hetzelfde geschreven en hebben – vooral in toontalen – vaak ook niet dezelfde intonatie. Verder hebben ze niet dezelfde grammaticale functie, wat wil zeggen dat ze niet tot dezelfde woordsoort behoren.

## Etymologie
Het begrip "homofoon" is een combinatie van de Griekse woorden ὅμοιος (homoios) (hetzelfde) en φωνή (phonè) (klank).

## Nederlands
Voorbeelden van homofonenparen in het Nederlands zijn:
- "Bout" (verbindingsmiddel) en "boud" (al te stoutmoedig, bijvoorbeeld 'die uitspraak is boud')
- "Wij" (persoonlijk voornaamwoord) en "wei" (grasveld voor agrarisch gebruik).
- "Leiden" (gidsen, besturen, de baas zijn, plaatsnaam) en "lijden" (pijn hebben, afzien) wordt in de volksmond weleens gebruikt in de uitdrukking 'Ik was "leider" met korte en met lange ij.'
- "(de) jeugdmis" (Zelfstandig naamwoord. Uitleg: katholieke kerkdienst voor jeugd en jongeren) en "Wat is er met de jeugd mis?" (Zelfstandig naamwoord: jeugd en het bijwoord: mis)
- "Frank" (eigennaam) en "frank" (o.a bijvoeglijk naamwoord. Uitleg: niet bang. Uitdrukking; frank en vrij. Ook als vrijpostig bedoeld. 2e betekenis: muntstuk)
- "Eis" (iets dat verlangd wordt krachtens recht of macht) en "ijs" (bevroren water)
- Pup (jong van een hond) en 'pub ' (Londense (nacht)club)

## Chinees
De Chinese talen zijn bekende voorbeelden van toontalen, talen die bekendstaan om hun vele - meestal eenlettergrepige - homoniemen en homofonen. Vanwege het zeer sterk analytische karakter van deze talen leidt dit echter niet tot verwarring. Het verschil in betekenis wordt volledig bepaald door de context én door de vlakke, stijgende en/of dalende toonhoogte waarop elk van de woorden afzonderlijk wordt uitgesproken (en ze dus in feite toch niet hetzelfde klinken): fān (zeil), fán (last), făn (omkeren), fàn (rijst).

## Duits
Voorbeelden van homofonenparen in het Duits zijn:
- "Waagen" = weegschalen, "Wagen" = (de) wagen, "wagen" = wagen (werkw.)
- "leeren" = legen, "lehren" = leren.[1]

## Frans
Ook het Frans kent vrij veel homofone zinsdelen, bijvoorbeeld:
- haut (hoog), eau (water)

Dit wordt nog frappanter bij kleine woordgroepen als:
- j'ai (ik heb), gé (de letter g)
- très étroit (zeer smal), treize et trois (dertien en drie)

Het Frans biedt hierdoor tevens ongekende mogelijkheden voor woordspelletjes. Dit was al bekend bij Multatuli, die in het pak van Sjaalman een artikel noemde over een zekere geestigheid van de Fransen, gebaseerd op de armoede van hun taal. Ook de verhalen van Asterix werden in Frankrijk mede populair door het veelvuldig gebruik van zulke woordspelingen.

## Engels
Voor het Engels geldt hetzelfde als voor het Frans. De volgende twee zinnen zijn homofoon, want ze klinken precies hetzelfde. In de eerste zin is de pony een klein paardje, in de tweede zin heeft het beestje een beetje last van zijn keel:
- My pony is a little horse.
- My pony is a little hoarse.

## Oorzaken
Homofonie kan op allerlei manieren ontstaan. Soms is de oorzaak puur fonetisch; in sommige Amerikaans-Engelse dialecten wordt het woord gem met een tamelijk gesloten /e/ die in de richting gaat van een /i/ uitgesproken; dit komt door de erop volgende neusklank. Deze /i/-achtige /e/ is tevens de /i/ in Jim, zodat de woorden gem en Jim in deze dialecten niet van elkaar te onderscheiden zijn. Dit is een voorbeeld van fonetische neutralisatie.

## Verwante begrippen
Het verschil tussen homofonen en homoniemen bestaat slechts daarin, dat homoniemen wél tot dezelfde woordsoort behoren en in het Nederlands meestal ook hetzelfde worden gespeld.
Zowel homofonie als homonymie dienen goed te worden onderscheiden van polysemie. In dat laatste geval gaat het om één woord met verschillende min of meer verwante betekenissen, die vaak zijn ontstaan door figuurlijk gebruik. Het woord steen bijvoorbeeld vertoont polysemie: het kan "kei" betekenen, maar ook "grafzerk" of "edelsteen".